# 조재성
조재성(1995년 8월 1일 ~ )은 대한민국의 남자 배구 선수이며, 안산 OK금융그룹 읏맨의 선수이다. 2016-2017 신인 드래프트에서 전체 8순위로 안산 OK저축은행 러시앤캐시에 입단하였다.

## 안산 OK저축은행 러시앤캐시/안산 OK금융그룹 읏맨시절

### 2016-2017시즌
원포인트 서버로 종종 출전하였다.

### 2017-2018시즌
주로 원포인트 서버로 출장한다. 주공격수들이 부진할 때 들어가서 좋은 활약을 한다.

### 2018-2019시즌
외국인선수를 레프트로 뽑음에 따라, 주전 라이트로 낙점되었다. 시즌들어서는 주전 라이트로 나와 좋은 모습을 보여주기도 하였으며, 강력한 서브로 상대를 흔들기도 하였다.

### 2019-2020시즌
이번 시즌에는 외국인 선수를 라이트로 뽑으면서 백업으로 경기를 시작하였다. 종종 원포인트 서버또는 외국인 선수인 레오가 흔들릴때마다 나온다. 그러던 중 1라운드 의정부 KB손해보험 스타즈와의 경기에서 레오가 허벅지 부상으로 이탈하면서 주전으로 경기에 나서기 시작하였다. 팀의 주포로 트리플 크라운도 달성하고, 공격력도 좋지만 점점 상대방에 읽히면서 공격력이 다소 약해졌다.

## 출신 학교
- 부산동성고등학교
- 경희대학교 14학번

## 에피소드
- 1년 빨리 신인드래프트에 참가한 얼리트래프티이다.
- 2017-2018 외인 선수(마르코)의 부진으로 스타트멤버로 활약하였다. 강력한 서브가 특징이다.